# Institut français de Guinée équatoriale
L'Institut français de Guinée équatoriale - IFGE fait partie du réseau mondial des instituts français. Son bureau principal est basé à Malabo, capitale de la Guinée équatoriale.

## Historique
Le Centre Culturel d'Expression Française (ICEF) de Malabo fut créé en 1985 par l'architecte français Pierre Vigor, à la suite des accords de coopération entre la France et la Guinée équatoriale. En 2011, il fut renommé Institut français de Guinée équatoriale - IFGE lors de la réforme mondiale du réseau culturel et de coopération du Ministère français des Affaires étrangères et européennes initiée par la loi du 27 juillet 2010, en remplacement des activités culturelles françaises qui, dans le pays, étaient jusque-là réunies au sein de l'opérateur Culturesfrance.
L'IFGE entretient des liens étroits avec les autorités administratives, culturelles et universitaires du pays, ainsi qu'avec les autres centres culturels implantés à Malabo.
Son importance s'est considérablement accrue ces dernières années en raison de l'entrée du pays dans l'espace francophone en 1998. Si la langue française est peu parlée en Guinée équatoriale, elle est cependant la seconde langue officielle du pays et peu de centres de langue proposent un enseignement de qualité, certifié par France Éducation international.

## Rôle
L'institut accueille chaque année environ 1000 élèves apprenants en classe de français ou de FLE ainsi que 200 cadres ou employés d'entreprises se formant en français. En plus de ses activités d'enseignement linguistique, l'Institut français est aussi un centre culturel actif à Malabo, sur l'île de Bioko, qui participe à la scène culturelle de Guinée équatoriale. L'IFGE propose ainsi une vingtaine d'évènements culturels annuels. L'institut participe également à des évènements externes, dans le cadre de la promotion de la culture et des échanges entre la France et la Guinée équatoriale, et développe des partenariats avec d'autres entités gouvernementales ou non-gouvernementales présentes dans le pays.

## Informations générales
L'Institut français de Guinée équatoriale héberge 2 bibliothèques, pour la jeunesse et pour les adultes, offrant un choix de plus de 18 000 documents, ouvrages et revues périodiques. 
Il propose également des cours d'informatique adaptés à tous les niveaux, un studio de musique et danse à disposition des artistes.